# Rhododendron ciliilobum
Rhododendron ciliilobum är en ljungväxtart som beskrevs av Herman Otto Sleumer. Rhododendron ciliilobum ingår i släktet rododendron, och familjen ljungväxter. Inga underarter finns listade i Catalogue of Life.